# ديريك ريدموند
ديريك ريدموند (بالإنجليزية: Derek Redmond)‏ هو منافس ألعاب قوى بريطاني، ولد في 3 سبتمبر 1965 في Bletchley ‏ في المملكة المتحدة.

## وصلات خارجية
- الموقع الرسمي
- ديريك ريدموند على موقع الاتحاد الدولي لألعاب القوى (الإنجليزية)
- ديريك ريدموند على موقع اللجنة الأولمبية الدولية (الإنجليزية)
- ديريك ريدموند على موقع أوليمبيديا (الإنجليزية)
- ديريك ريدموند على موقع IMDb (الإنجليزية)